# Typosyllis verruculosa
Typosyllis verruculosa är en ringmaskart som först beskrevs av Augener 1913.  Typosyllis verruculosa ingår i släktet Typosyllis och familjen Syllidae. Inga underarter finns listade i Catalogue of Life.